# Красное (Оренбургская область)
Красное — село в Первомайском районе Оренбургской области. Административный центр  Красновского сельсовета.

## История
Впервые отмечено на карте 1755 г. как зимовье «Красный колок». С 1870 г. станица Красновская.

## Население
| 2010 |
| ---- |
| 724  |

## История
Станица Красноумётская входила в 1-й Уральский военный отдел Уральского казачьего войска